# Grotu
Grotu (Gratu) ist ein osttimoresischer Ort und Suco im Verwaltungsamt Same (Gemeinde Manufahi).

## Der Ort
Der Ort Grotu, der auch Dato Rae (Datorae, Datorei) genannt wird, liegt im Zentrum des Sucos, auf einer Meereshöhe von 464 m. Hier befindet sich die Grundschule des Sucos, die Escola Primaria Dato Rae und eine medizinische Station.

## Der Suco
In Grotu leben 944 Einwohner (2022), davon sind 497 Männer und 447 Frauen. Im Suco gibt es 176 Haushalte. 90 % der Einwohner geben Mambai als ihre Muttersprache an. 10 % sprechen Tetum Prasa.
Vor der Gebietsreform 2015 hatte Grotu eine Fläche von 4,77 km². Nun sind es 5,83 km². Der Suco liegt im Westen des Verwaltungsamts Same. Im Osten befindet sich der Suco Dai-Sua und im Norden der Suco Rotuto. Westlich, jenseits des Flusses Aiasa, liegt das Verwaltungsamt Hato-Udo (Gemeinde Ainaro), mit seinen Sucos Leolima und Foho-Ai-Lico.
Der Suco ist verkehrstechnisch schlecht an die Außenwelt angeschlossen. Für die Parlamentswahlen in Osttimor 2007 mussten die Wahlurnen mit Pferden und Trägern zum Wahllokal gebracht und wieder abgeholt werden. Im Norden liegt das Dorf Coli Dassi (Kulidasi), weiter im südlich befinden sich die Orte Grotu/Dato Rae und Leo Dato (Leodato).
Im Suco befinden sich die drei Aldeias Coli Dassi, Dato Rae und Leo Dato.

## Politik
Bei den Wahlen von 2004/2005 wurde Aniceto dos Santos zum Chefe de Suco gewählt. Bei den Wahlen 2009 gewann Valente da Silva und 2016 Filomeno dos Santos.

## Wirtschaft
Die Böden der Region gelten als nicht sehr ertragreich, weswegen es immer wieder zu Nahrungsmittelmangel kommt.